# 윈저성

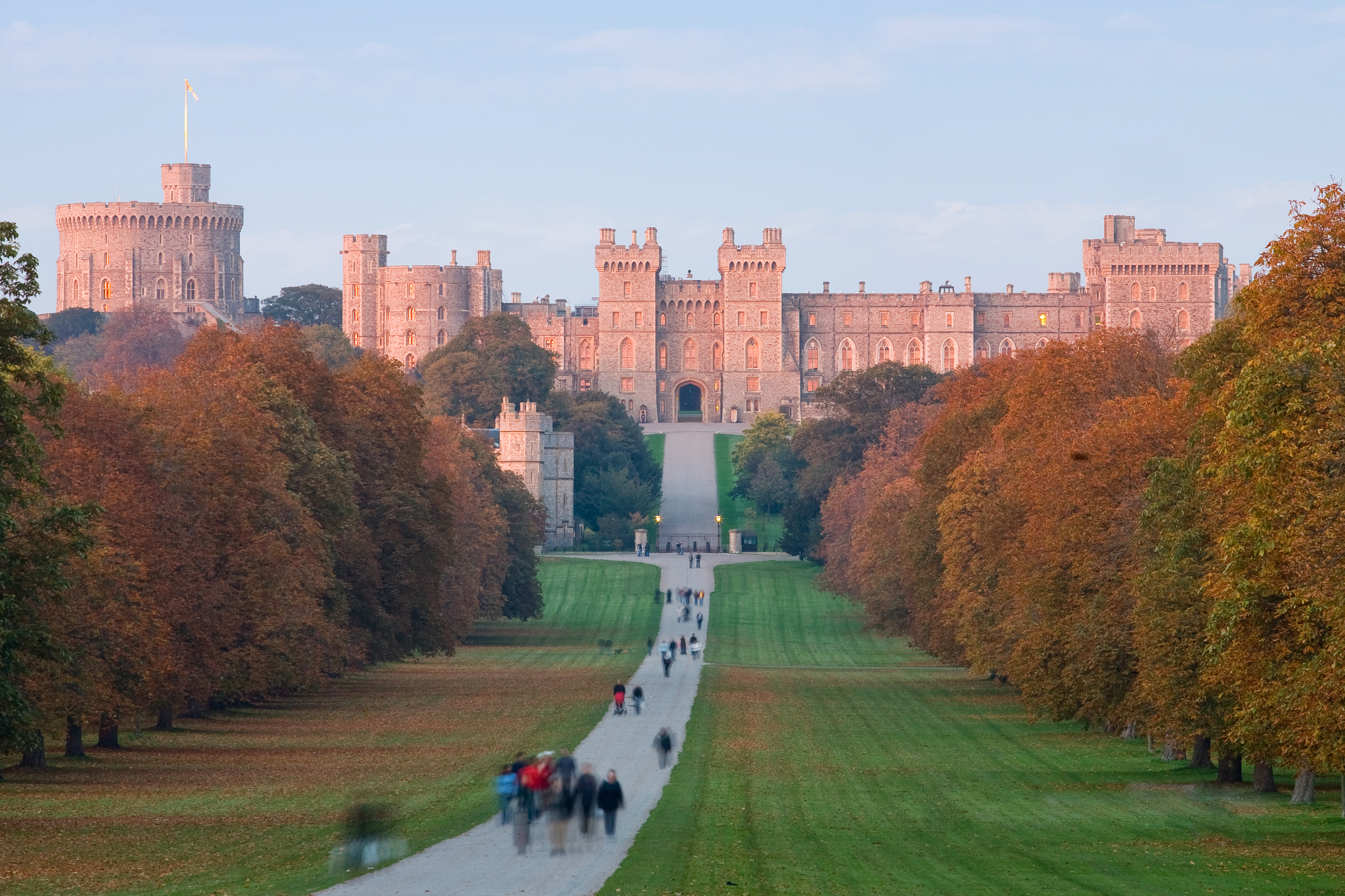
윈저성의 전경

윈저성(영어: Windsor Castle)은 잉글랜드의 버크셔주 윈저에 있는 성채이다. 세계에서 가장 오랫동안 그 자리에 보존된 성채이기도 하며, 정복왕 윌리엄 시대까지 거슬러 올라간다. 성채의 바닥 면적은 44,965평방미터이다. 윈저 왕가의 명칭이 이 성의 이름에서 유래했다.
윈저 성은 런던의 버킹엄 궁전, 에든버러의 홀리루드 궁전과 함께 영국 군주의 공식 주거지 가운데 한 곳이다. 엘리자베스 2세 여왕은 주말 대부분을 윈저 성에서 국정을 돌볼 뿐만 아니라 사사로운 오락으로도 보냈다. 그녀의 나머지 거주지로는 왕실 가족의 비공개 저택들인 샌드링엄 하우스와 밸모럴 성이 있다.
잉글랜드의 국왕과 여왕 대부분이 성채의 건설과 발전에 직접적인 영향을 끼쳤는데, 때때로 그들의 근위대를 둔 요새, 집, 공식 거주지, 교도소 등으로 이용하였다.
1992년 화재가 발생하여 막대한 피해를 입은 바 있다.